# Биљана Царић
Биљана Царић (Зрењанин, 1976) је српска сликарка.

## Биографија
Рођена је 1976. године у Зрењанину. Дипломирала је 1999. на Академији уметности Универзитета у Новом Саду у класи Халила Тиквеше. Постдипломске студије је завршила на Факултету ликовних уметности Универзитета уметности у Београду 2003. Постала је члан Удружења ликовних уметника Србије од 2000. године. Самостално је излагала у галерији „Хол” у Новом Саду 1995, галерији Удружења ликовних уметника примењених уметности и дизајнера Србије у Зрењанину 1999. и 2002, Народној библиотеци „Ђура Јакшић” у Српској Црњи 2000, Дому културе Нова Црња 2002, галерији Факултета ликовних уметности Универзитета уметности у Београду 2003, галерији СУЛУЈ 2005, галерији „Мадам” у Панчеву 2005, Дому културе Ивањица 2006, галерији „Јован Поповић” у Опову, галерији „Двориште” у Панчеву и галерији огранка Српске академије науке и уметности у Новом Саду 2007. године. Учествовала је на Трећем међународном видео самиту у Новом Саду и Трећој изложби портрета Дома културе „Вера Благојевић” у Шапцу 1998, изложби завршних година Академије уметности Универзитета у Новом Саду 1999, изложбама „Акт у сликарству зрењанинских уметника” 1999. и „Зрењанински уметници” 2000. у галерији Удружења ликовних уметника примењених уметности и дизајнера Србије у Зрењанину, Четвртом београдском Бијеналу цртежа и мале пластике, изложби нових чланова УЛУС-а 2000, Пролећној изложби УЛУС-а 2000, 2003. и 2004, Јесењој изложби УЛУС-а 2000, 2004. и 2005, новогодишњој изложби и изложби „Цртеж и мала пластика” 2005. у Уметничком павиљону „Цвијета Зузорић”, галерији акварела Дома омладине Крагујевац, Велике галерије Дома културе Студенски град и изложби „Портрет без обала” у галерији новосадског отвореног универзитета 2000, Међународном бијеналу уметности минијатуре у Модерној галерији Горњег Милановца 2000. и 2003, Савременој галерији Зрењанин 2001. и 2003, Шестој групној изложби „Портрет кроз време” у Народном универзитету „Браћа Стаменковић” 2002, међународној изложби цртежа у Покрајинском музеју Птуј 2004, Новембарском салону, галерији Маржик у Краљеву 2004, изложби колажа у Народном универзитету „Браћа Стаменковић”, Кући хумора и сатире у Грабову, изложби „Колаж и асамблаж” у кући Ђуре Јакшића, галерији СУЛУЈ, Осмом међународном бијеналу илустрације у галерији „Прогрес” и Осмом међународном бијеналу минијатуре у Горњем Милановцу 2005. године.